# 6 december
6 december is de 340ste dag van het jaar (341ste in een schrikkeljaar) in de gregoriaanse kalender. Hierna volgen nog 25 dagen tot het einde van het jaar.

## Gebeurtenissen
- Algemeen
  - 1061 - Béla I wordt gekroond tot koning van Hongarije.[1]
  - 1534 - Spanjaarden stichten de stad Quito in Ecuador.[1]
  - 1723 - Karel Lodewijk van Nassau-Saarbrücken wordt opgevolgd door zijn neef Frederik Lodewijk van Nassau-Ottweiler.
  - 1883 - Het Londense warenhuis Harrods brandt af.[1]
  - 1917 - Bij de grootste niet-nucleaire explosie in de geschiedenis komen in Halifax meer dan 1900 mensen om.
  - 1947 - Everglades National Park in Florida toegewezen.
  - 1969 - Hells Angels slaan tijdens een concert van The Rolling Stones in Altamont, Californië een zwarte jongen dood.
  - 1976 - De Nederlandse oorlogsmisdadiger Pieter Menten wordt nabij Zürich gearresteerd, dankzij het speurwerk van journalist Hans Knoop.[1]
  - 1994 - Zuid-Afrika ziet af van zijn bezittingen in Namibië en laat weten alle schulden van het buurland kwijt te schelden.
  - 1997 - Een Russisch Antonov AN-124 vrachtvliegtuig stort neer op een appartementencomplex bij Irkoetsk in Siberië, waarbij 67 personen omkomen.
  - 1999 - 20.000 scholieren demonstreren voor verlichting van de tweede fase in Den Haag. Rellen en vernieling tot gevolg.
  - 2002 - Een grote stroomstoring legt in Rotterdam heel het openbare leven stil.
  - 2006 - Het half-afzinkbare schip Mighty Servant 3 van Dockwise zinkt in de haven van Luanda (Angola) na een boorplatform gelost te hebben.
  - 2008 - Het doodschieten van een 15-jarige jongen door de politie in Athene luidt het begin in van de Griekse decemberrellen van 2008.
  - 2012 - Met een rit per koninklijke trein opent Koningin Beatrix officieel de Hanzelijn, de spoorlijn tussen Lelystad en Zwolle.
  - 2021 - Het Koninklijk Nederlands Instituut voor Onderzoek der Zee maakt bekend dat er de afgelopen twee weken 20 dode papegaaiduikers langs de Nederlandse kust zijn aangespoeld. De vogels worden zelden in Nederland gezien en dat het nu om zoveel dieren gaat maakt de zaak nog unieker volgens Ecomare.[2]
- Criminaliteit en veiligheid
  - 1989 - In Montreal, Canada schiet een man 14 vrouwen dood op een hogeschool.
  - 2023 - Bij een schietpartij in de universiteit van Neveda in Las Vegas (Verenigde Staten) vallen drie doden en een gewonde. De schutter overleeft een vuurgevecht met de politie niet.[3]
- Economie
  - 2023 - De rechtbank in Amsterdam spreekt het faillissement uit van Sports Unlimited Retail, het moederbedrijf van de sportartikelenwinkels Perry Sport, Aktiesport en Sprinter.[4]
- Kunst en cultuur
  - 1912 - De Duitse archeoloog Ludwig Borchardt ontdekt bij opgravingen in Egypte de buste van Nefertiti.[1]
  - 1933 - Een federale rechter in de Verenigde Staten beslist dat Ulysses van James Joyce niet aanstootgevend is.
  - 1991 - Het beschadigde schilderij 'Who's Afraid of Red, Yellow and Blue' van Barnett Newman blijkt met een verfroller te zijn overgeschilderd door 'restaurator' Daniel Goldreyer.
  - 2021 - Het CPNB maakt bekend dat het Kinderboekenweekgeschenk 2022 geschreven wordt door de Australiërs Andy Griffiths en Terry Denton die bekend zijn van de inmiddels tiendelige reeks 'De waanzinnige boomhut' (Treehouse). Het is de eerste keer in de historie van de Kinderboekenweek dat een buitenlandse auteur en illustrator het geschenk verzorgen.[5]
- Media
  - 1877 - De eerste editie van The Washington Post verschijnt.[1]
  - 2005 - De Top 4000, de langste hitlijst ooit, wordt voor de eerste keer uitgezonden.[6]
  - 2006 - Waarnemend hoofdredacteur Birgit Donker wordt door de redactie van NRC Handelsblad voorgedragen als nieuwe hoofdredacteur van de krant.
  - 2023 - Het Amerikaanse tijdschrift Time Magazine verkiest de Amerikaanse zangeres Taylor Swift tot Person of the Year.[7]
- Muziek
  - 1779 - Première van de opera L'isola disabitata van Joseph Haydn.
  - 2006 - Rita Reys wordt onderscheiden met de Edison Jazz Oeuvreprijs.[1] De jury roemt haar als onbetwist de grootste jazzzangeres die Nederland heeft voortgebracht.
- Oorlog
  - 1940 - Duitse aanvalsschepen laten vijf geallieerde koopvaardijschepen zinken voor de kust van Nauru.
  - 1942 - De RAF bombardeert de Philipsfabrieken in Eindhoven om de levering van goederen aan de Duitsers te laten stagneren.[1]
  - 1942 - Een belangrijke winkelstraat in Eindhoven, bekend als de Demer, wordt weggevaagd bij het 'Sinterklaasbombardement'.[8]
  - 2003 - In Afghanistan komen negen kinderen om bij een Amerikaanse aanval op het huis van een mogelijke terrorist.
  - 2005 - Vliegtuigcrash bij Teheran in Iran.
- Politiek
  - 1790 - Het Amerikaans Congres verhuist van New York naar Philadelphia in Pennsylvania.
  - 1906 - De Britse overheid verleent zelfbestuur aan de vroegere boerenrepubliek Transvaal.
  - 1917 - Finland en Litouwen verklaren zich onafhankelijk van Rusland.[1]
  - 1922 - In Londen wordt een overeenkomst getekend tussen Britse en Ierse vertegenwoordigers waarbij Ierland de status van dominion wordt verleend.
  - 1941 - De Belgische koning Leopold trouwt met de twintig jaar jongere Lilian Baels.
  - 1973 - Gerald Ford wordt beëdigd als de eerste niet-gekozen vicepresident van de Verenigde Staten.
  - 1977 - Zuid-Afrika verleent het thuisland Bophuthatswana onafhankelijkheid. Dit wordt door geen enkel ander land erkend.
  - 1978 - Spanje stemt in een referendum voor de nieuwe grondwet.
  - 1994 - De opstandelingen in de Mexicaanse zuidelijke deelstaat Chiapas dreigen het elf maanden oude bestand te verbreken als de nieuwe gouverneur, Eduardo Robledo, zijn werkzaamheden begint.
  - 2009 - Evo Morales wordt met ruime meerderheid herkozen als president van Bolivia.
  - 2011 - Na een recordformatie van 541 dagen treedt in België de regering-Di Rupo aan.
  - 2012 - Staatssecretaris Co Verdaas treedt af vanwege een slepende affaire rond zijn declaratiegedrag toen hij gedeputeerde in Gelderland was. Hij was 5 november jl. beëdigd in het tweede kabinet Rutte.
  - 2015 - De oppositie in Venezuela wint de parlementsverkiezingen met overmacht. Het is voor het eerst in bijna zeventien jaar dat de socialistische partij van president Nicolás Maduro geen meerderheid heeft in het parlement.
- Sport
  - 1935 - Oprichting van de Paraguayaanse voetbalclub Club Sportivo 2 de Mayo.
  - 1987 - Schaatsster Ingrid Haringa verbetert in Calgary haar eigen Nederlands record op de 500 meter (40,92 seconden) met een tijd van 40,61 seconden.
  - 1991 - In Gelsenkirchen begint de eerste editie van de EK kortebaanzwemmen.
- Wetenschap en technologie
  - 1631 - Venus passeert tussen de Aarde en de zon – en laat daarmee de voorspelling hierover van Johannes Kepler (met een zekere marge van onnauwkeurigheid) uitkomen, waardoor diens model van het zonnestelsel is geverifieerd.
  - 1768 - De eerste druk van de Encyclopædia Britannica verschijnt.[1]
  - 1877 - Thomas Edison maakt de eerste geluidsopname.[1]
  - 1884 - Het Washington Monument is voltooid.[1]
  - 1957 - De eerste poging van de Verenigde Staten om een kunstmatige satelliet te lanceren mislukt, waarbij het lanceerplatform wordt opgeblazen.
  - 1967 - Adrian Kantrowitz voert de eerste harttransplantatie uit in de Verenigde Staten.
  - 1998 - NASA lanceert spaceshuttle Endeavour voor missie STS-88 waarmee de Unity module, de tweede component van het Internationaal ruimtestation ISS, in de ruimte wordt gebracht.[9]
  - 2021 - De uitstoot van koolstofdioxide door natuurbranden is nog nooit zo hoog geweest als in 2021 blijkt uit gegevens van Copernicus, het aardobservatieprogramma van de Europese Unie.[10][11]
  - 2023 - Het Solar Ultraviolet Imaging Telescope-instrument (SUIT) aan boord van het Indiase Aditya-L1 ruimtevaartuig maakt de eerste beelden van de zon in ultraviolette golflengtes nadat het instrument op 20 november 2023 is ingeschakeld. De "first light" mijlpaal is daarmee bereikt.[12]
  - 2023 - Copernicus, het aardobservatieprogramma van de Europese Unie, maakt bekend dat november 2023 wereldwijd de tot nu toe warmste novembermaand is geweest sinds het begin van de metingen. Ook over het jaar 2023 tot en met november is de wereldwijd gemeten gemiddelde temperatuur de hoogste in de meetreeks en het jaar zal wereldwijd als warmste jaar dat tot nu toe is gemeten eindigen.[13]

## Geboren

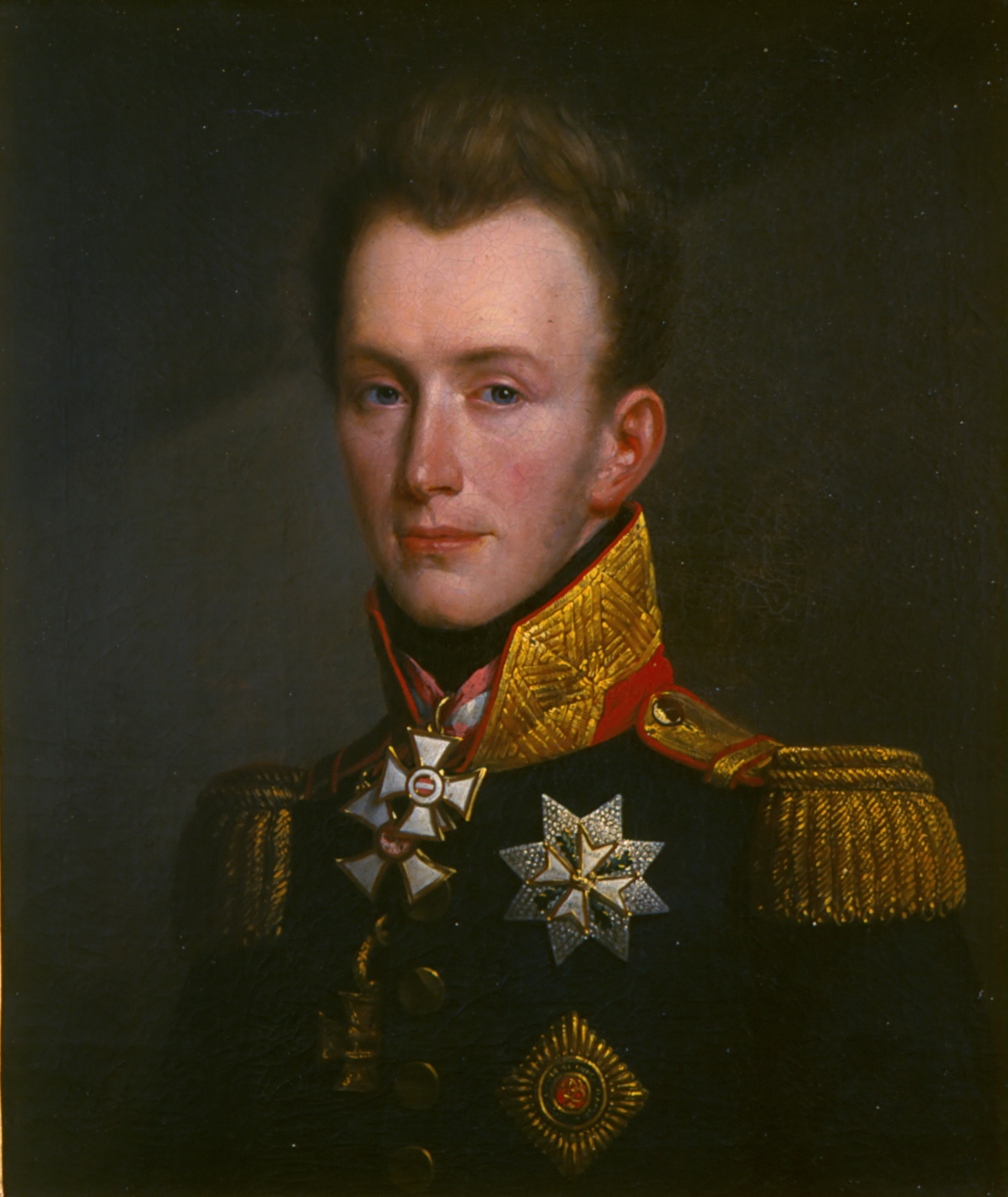
Willem II der Nederlanden
geboren in 1792

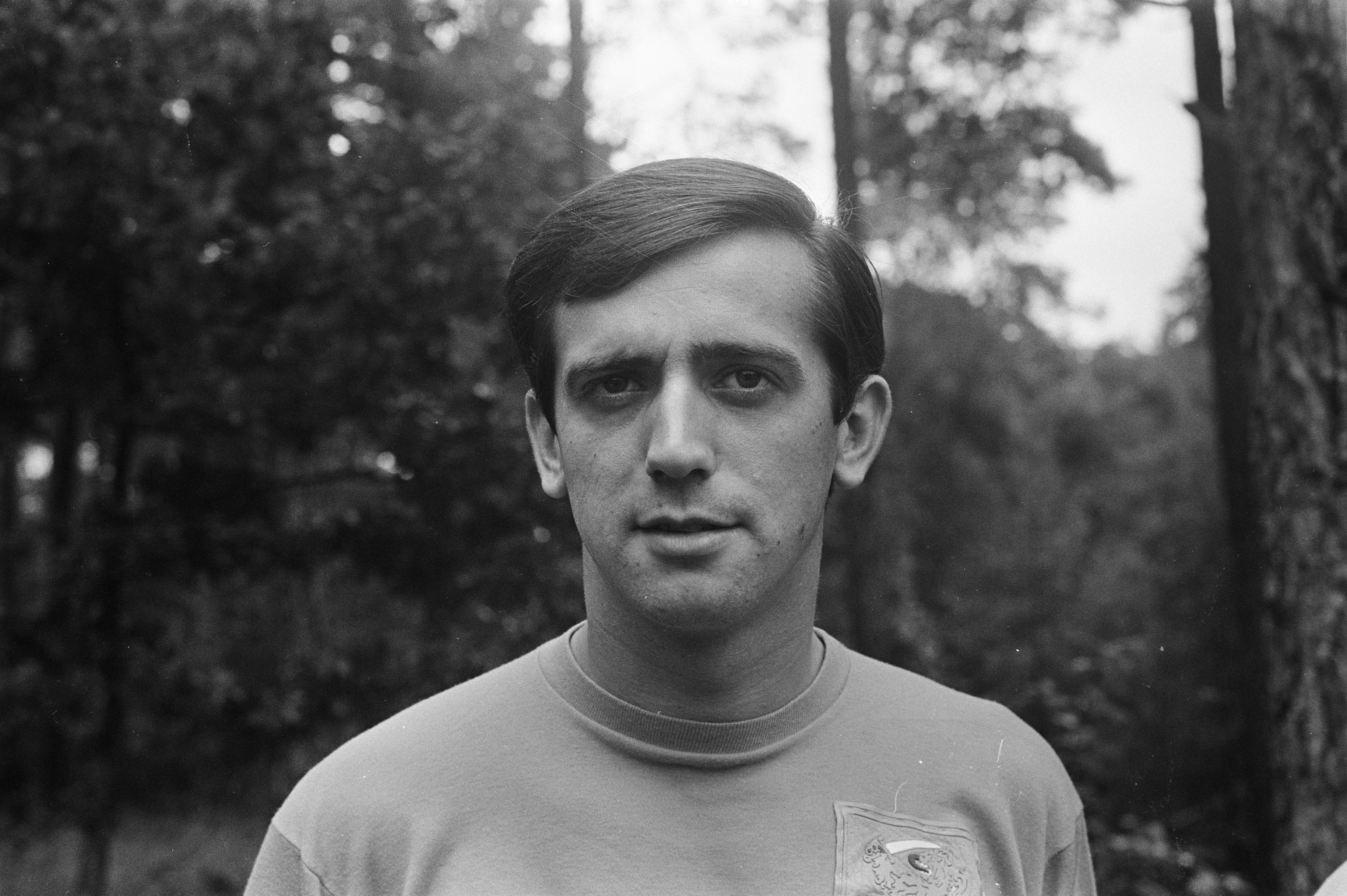
Willy van der Kuijlen
geboren in 1946

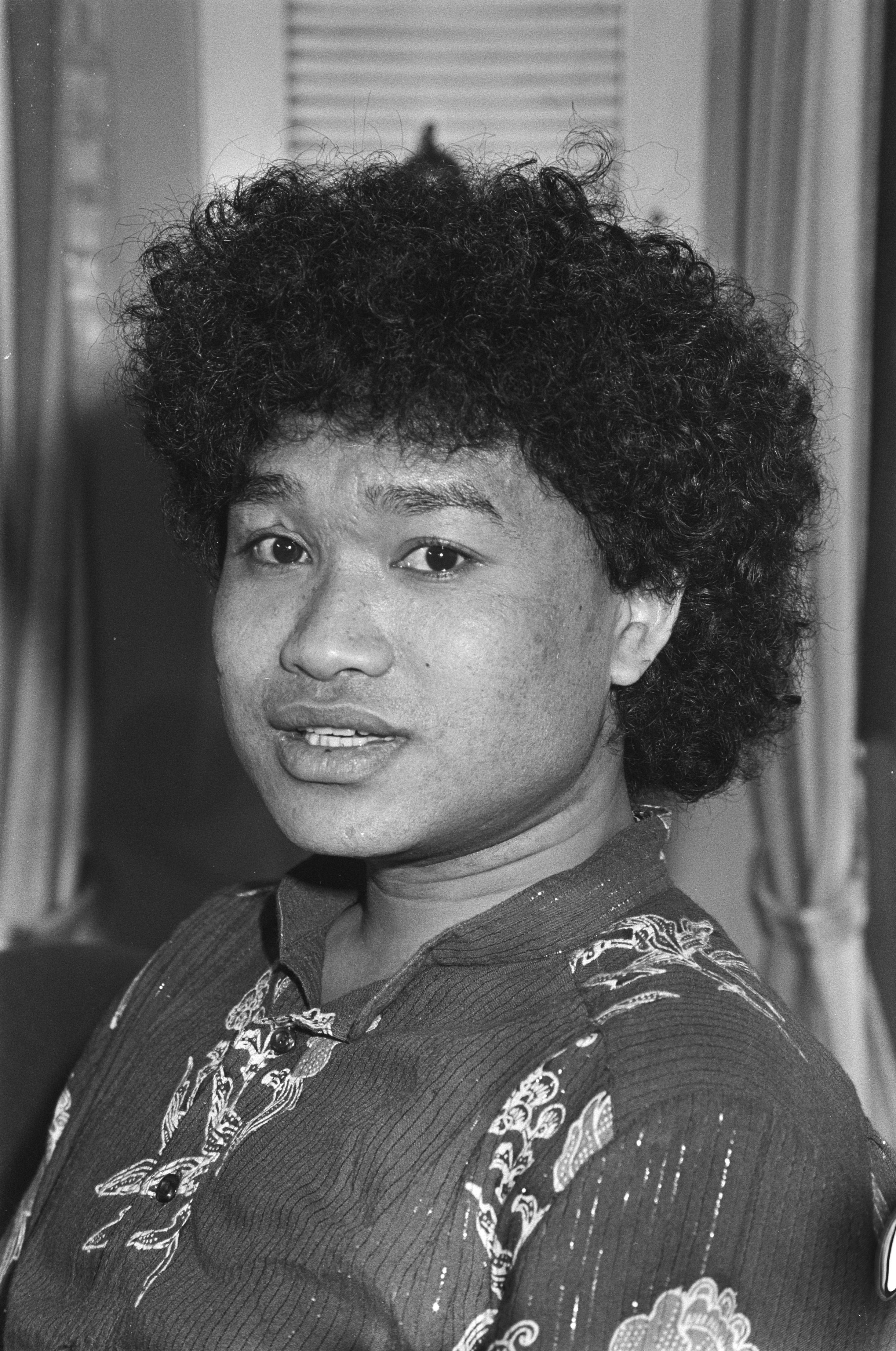
Daniel Sahuleka
geboren in 1950

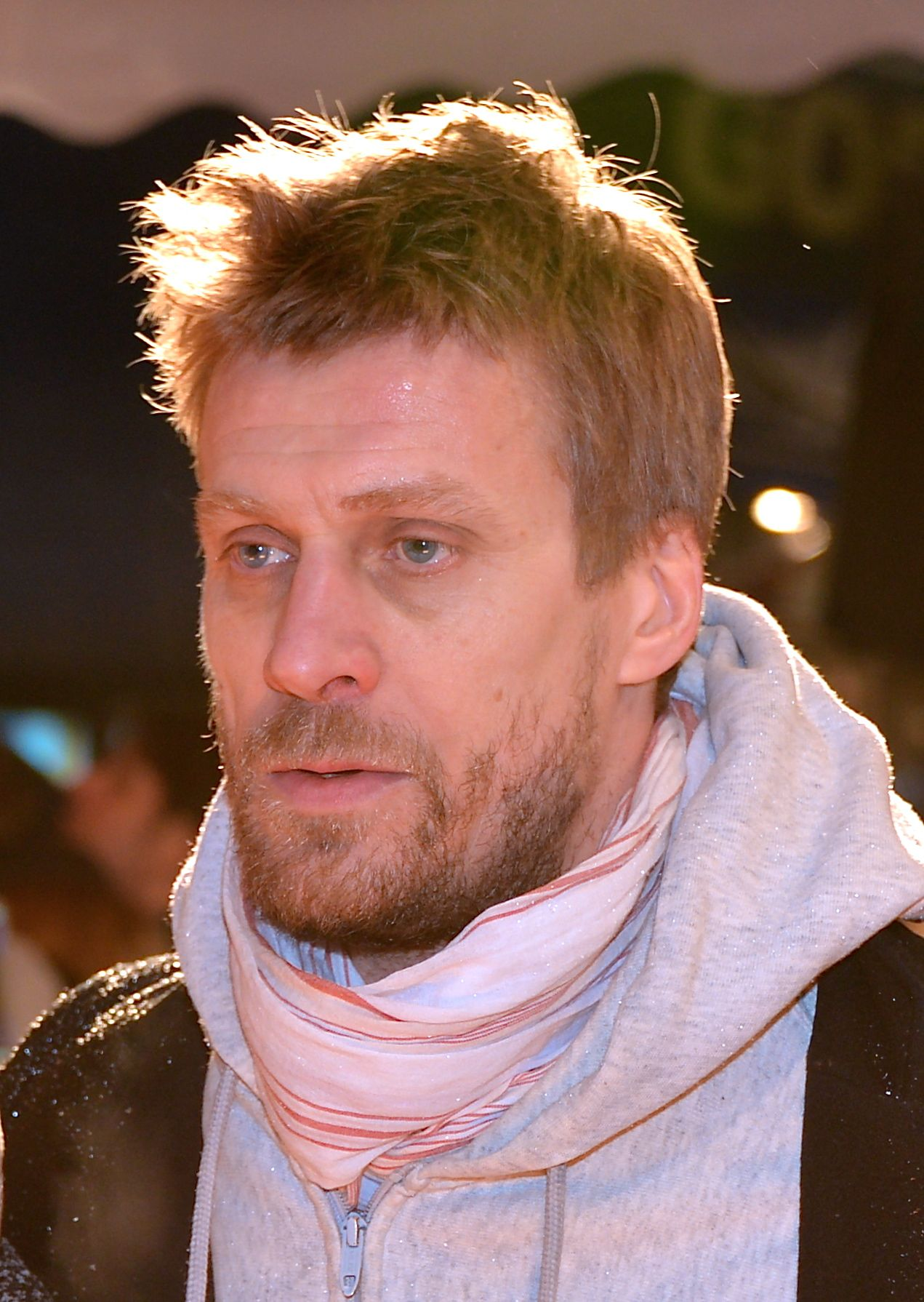
Jens Hultén
geboren in 1963

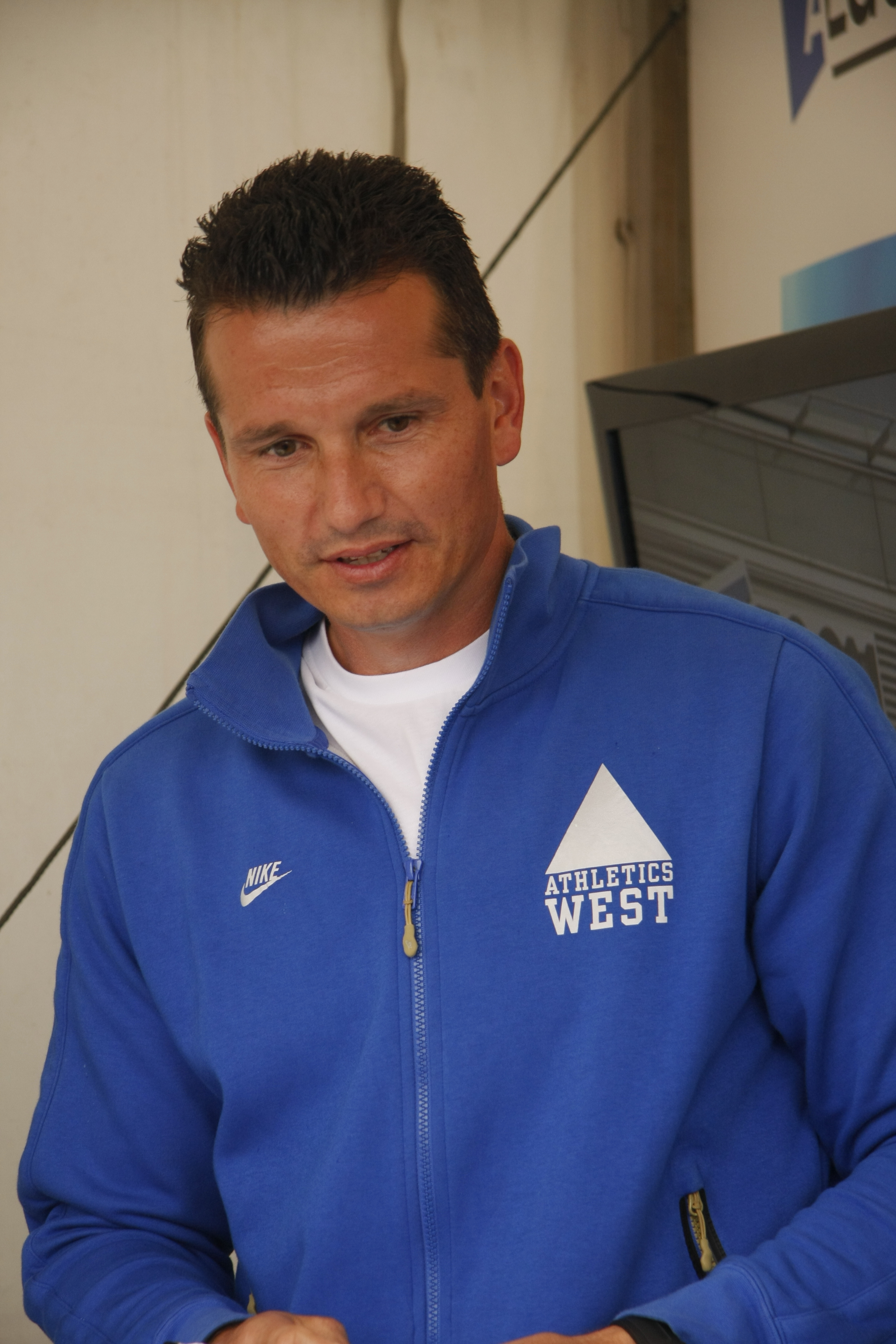
Richard Krajicek
geboren in 1971

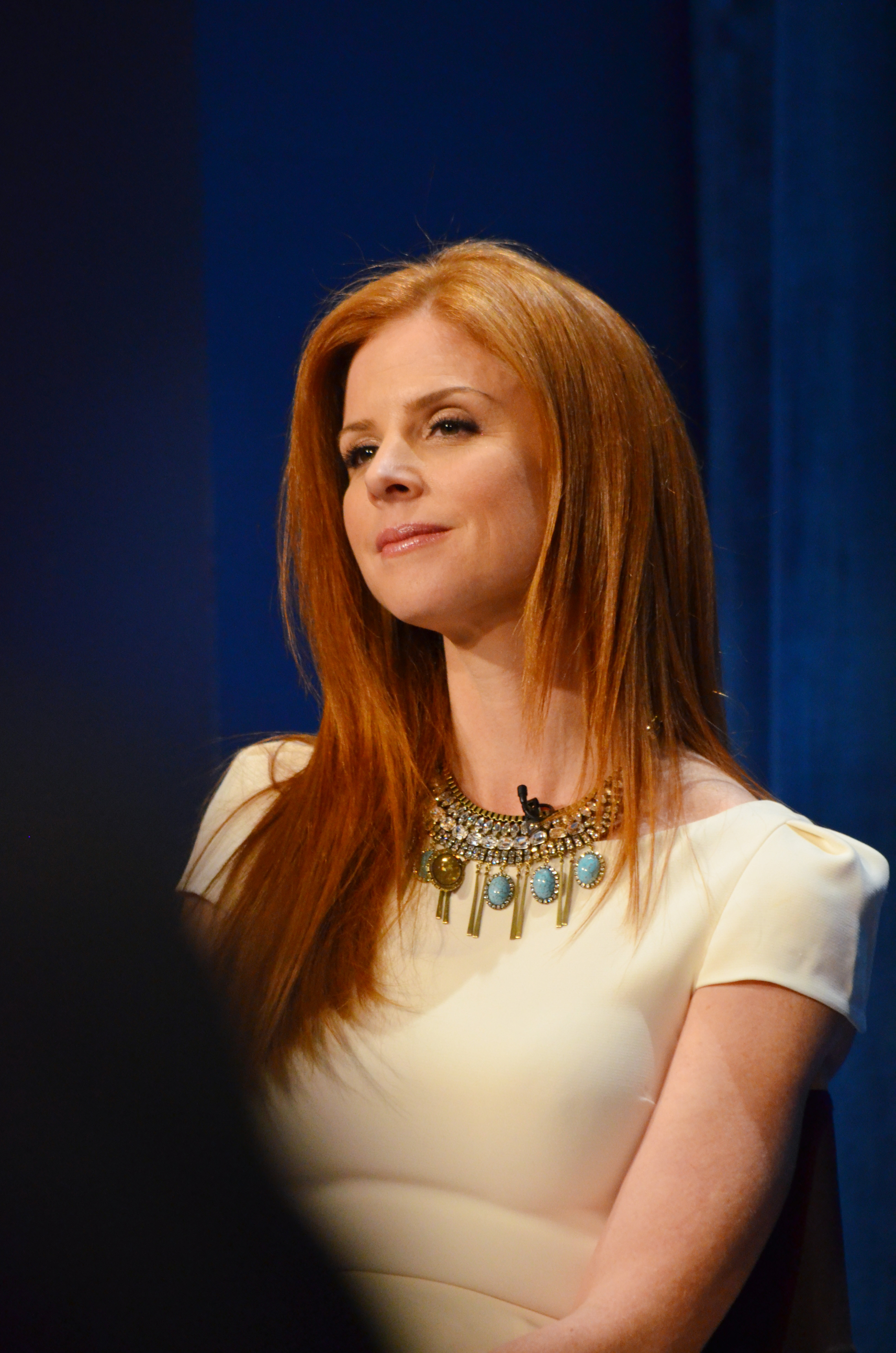
Sarah Rafferty
geboren in 1972

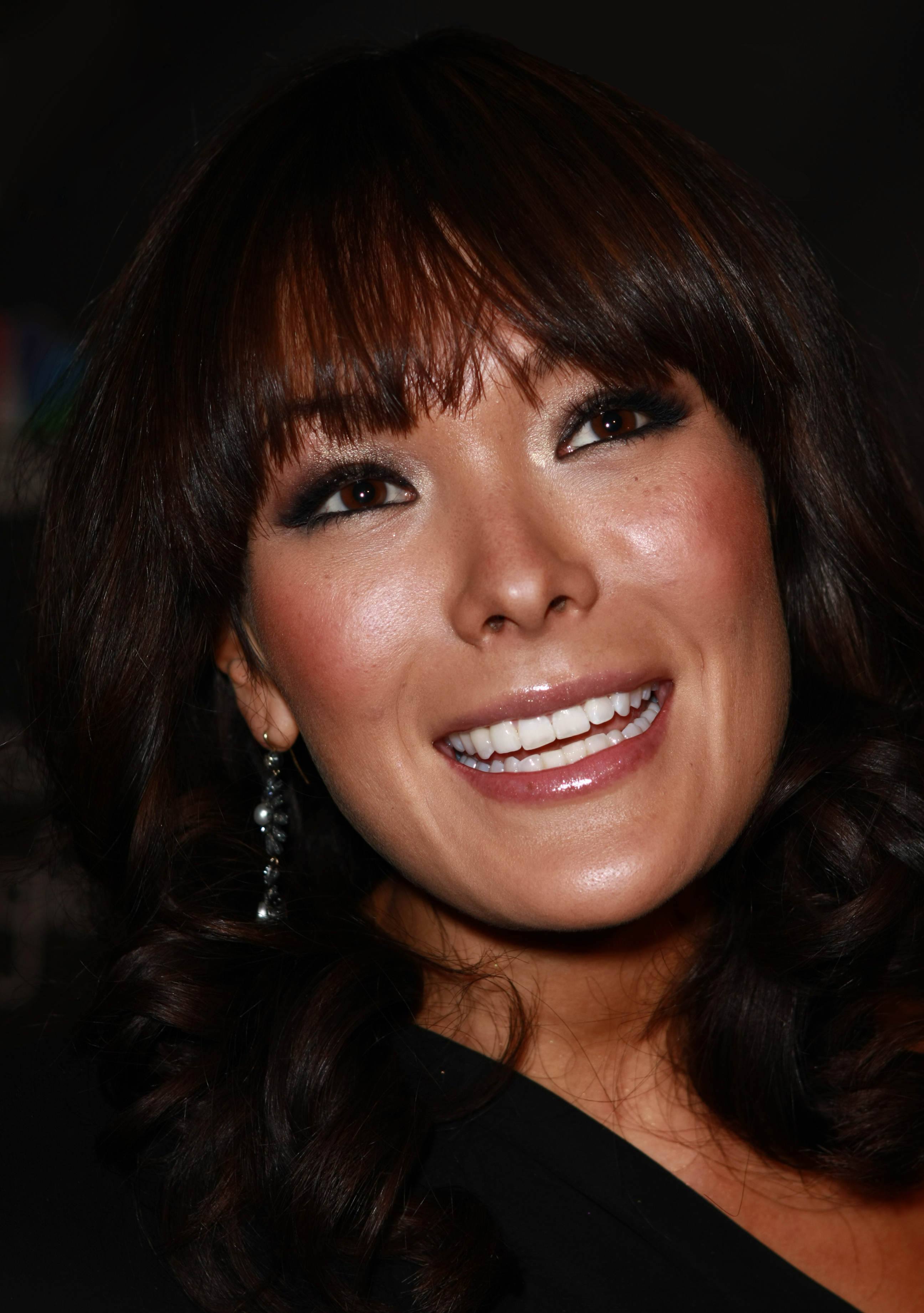
Lindsay Price
geboren in 1976

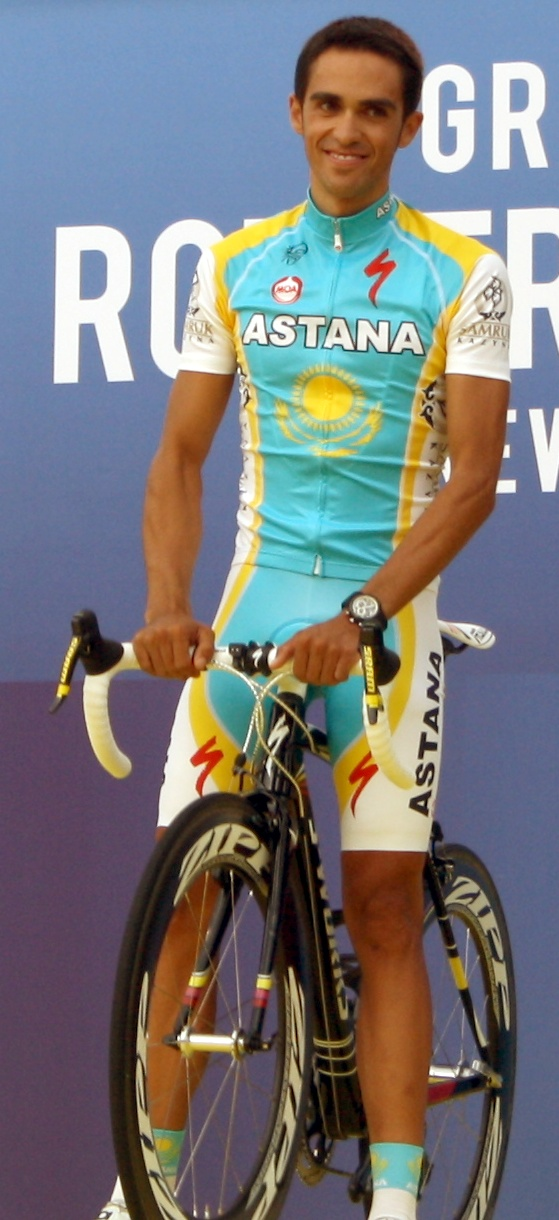
Alberto Contador
geboren in 1982

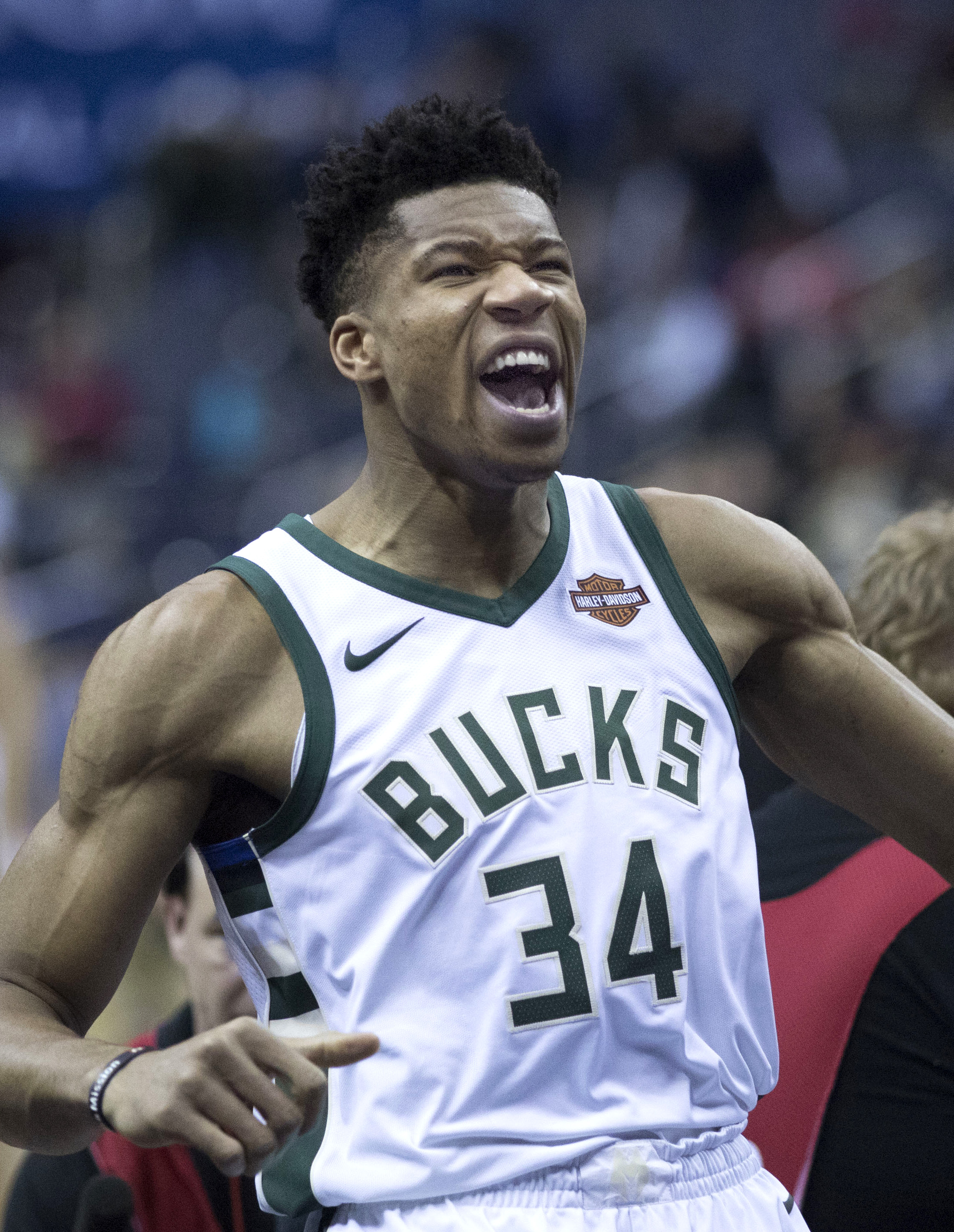
Giannis Antetokounmpo
geboren in 1994

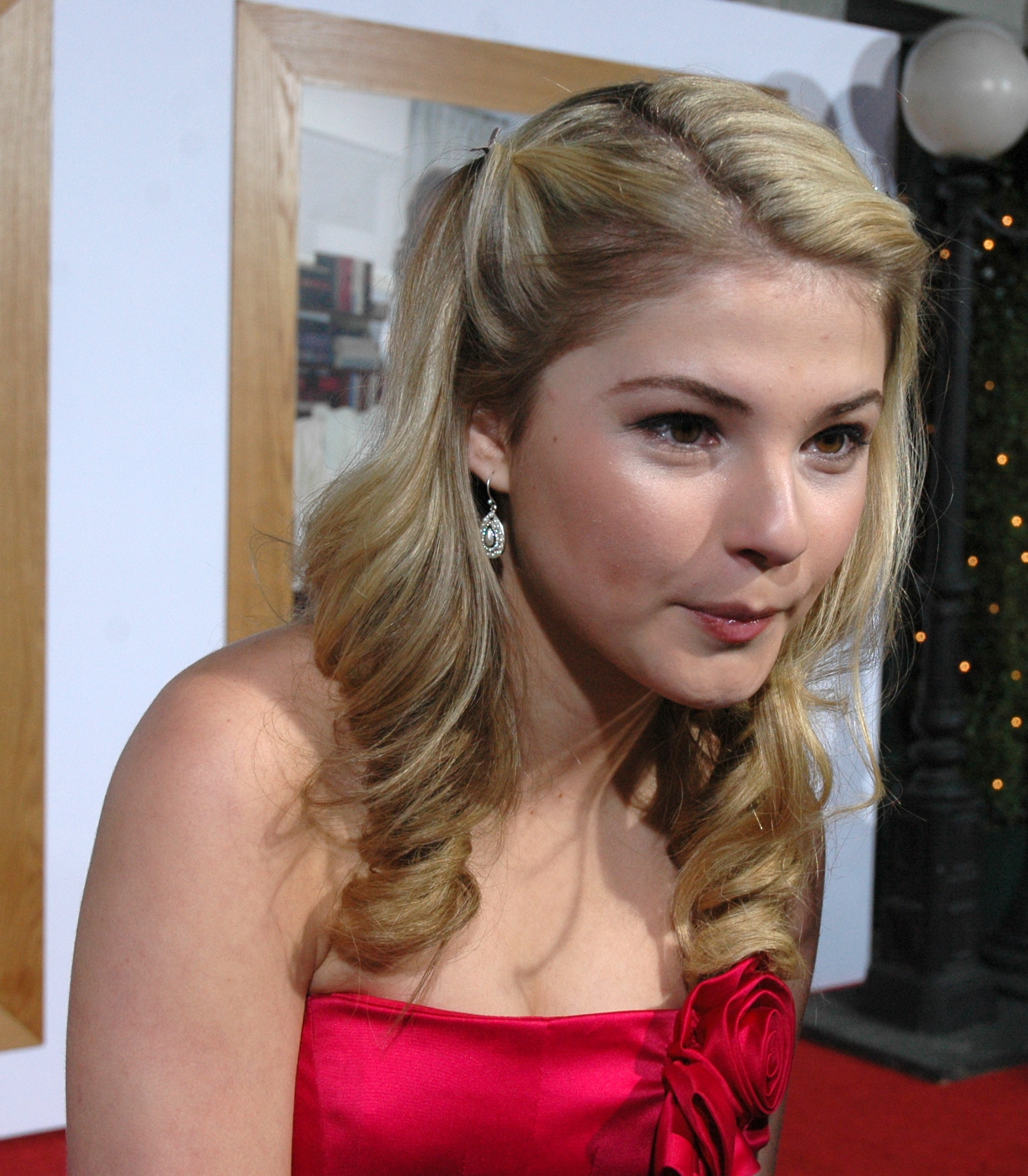
Stefanie Scott
geboren in 1996

- 1285 - Ferdinand IV van Castilië koning van Castilië en León (overleden 1312)
- 1421 - Koning Hendrik VI van Engeland (overleden 1471)
- 1478 - Baldassare Castiglione, Italiaans diplomaat en schrijver (overleden 1529)
- 1586 - Niccolò Zucchi, Italiaans astronoom (overleden 1670)
- 1608 - George Monck, Engels militair (overleden 1670)
- 1637 - Edmund Andros, Engels gezagvoerder (overleden 1714)
- 1642 - Johann Christoph Bach, lid van het componistengeslacht Bach (overleden 1703)
- 1668 - Nicolas Vleughels, Frans kunstschilder en kunstacademiedirecteur (overleden 1737)
- 1731 - Sophie von La Roche, Duits schrijver (overleden 1807)
- 1736 - Floris Adriaan van Hall, Nederlands schout en notaris (overleden 1808)
- 1778 - Louis Gay-Lussac, Frans natuurkundige en scheikundige (overleden 1850)
- 1792 - Koning Willem II, Koning der Nederlanden (overleden 1849)
- 1807 - Thomas van Leent, Nederlands kunstschilder (overleden 1882)
- 1810 - Victor Augustus Dechamps, Belgisch kardinaal-aartsbisschop van Mechelen (overleden 1883)
- 1841 - Frédéric Bazille, Frans kunstschilder (overleden 1870)
- 1842 - Marie Collart, Belgisch schilder (overleden 1911)
- 1849 - August von Mackensen, Duits veldmaarschalk (overleden 1945)
- 1862 - Paul Adam, Frans romanschrijver (overleden 1920)
- 1869 - Mathieu Cordang, Nederlands wielrenner (overleden 1942)
- 1872 - William S. Hart, Amerikaans filmacteur (overleden 1946)
- 1878 - Samuel Alexander Kinnier Wilson, Brits neuroloog (overleden 1937)
- 1890 - Wilhelm Noë, Duits voetballer (overleden 1956)
- 1895 - Henriëtte Bosmans, Nederlands componiste en pianiste (overleden 1952)
- 1896 - Ira Gershwin, Amerikaans tekstschrijver (overleden 1983)
- 1896 - Bernard Rubin, Australisch autocoureur en piloot (overleden 1936)
- 1899 - Joep Franssen, Nederlands wielrenner (overleden 1975)
- 1900 - Agnes Moorehead, Amerikaans actrice (overleden 1974)
- 1902 - Giovanni Colombo, Italiaans kardinaal-aartsbisschop van Milaan (overleden 1992)
- 1903 - Elizabeth Hawes, Amerikaans modeontwerper (overleden 1971)
- 1904 - Ève Curie, Frans schrijfster (overleden 2007)
- 1905 - Clifford Dupont, Zimbabwaans politicus (overleden 1978)
- 1908 - Petronella Burgerhof, Nederlands gymnaste (overleden 1991)
- 1908 - Pierre Graber, Zwitsers president (overleden 2003)
- 1908 - Baby Face Nelson, Amerikaans gangster (overleden 1934)
- 1908 - Miklós Szabó, Hongaars atleet (overleden 2000)
- 1911 - Olle Bærtling, Zweeds kunstschilder en beeldhouwer (overleden 1981)
- 1914 - Willard Cantrell, Amerikaans autocoureur (overleden 1986)
- 1917 - Marie Altelaar, Nederlands buurtactiviste (overleden 2005)
- 1918 - Riek de Raat, Nederlands kunstschilder (overleden 2018)
- 1920 - Dave Brubeck, Amerikaans componist en jazzpianist (overleden 2012)
- 1920 - George Porter, Brits scheikundige (overleden 2002)
- 1921 - Dini Kerkmeester, Nederlands zwemster (overleden 1990)
- 1922 - Guy Thys, Belgisch voetbalcoach (overleden 2003)
- 1923 - Joseph Msika, Zimbabwaans politicus (overleden 2009)
- 1924 - Susanna Foster, Amerikaans actrice (overleden 2009)
- 1925 - Bob Cooper, Amerikaans jazzmuzikant (overleden 1993)
- 1928 - Stanley Clinton Davis, Brits politicus (overleden 2023)
- 1929 - Nikolaus Harnoncourt, Oostenrijks dirigent (overleden 2016)
- 1929 - Alain Tanner, Zwitsers filmregisseur (overleden 2022)
- 1930 - Wim Feldmann, Nederlands voetballer (overleden 2016)
- 1931 - Nel Büch, Nederlands atlete (overleden 2013)
- 1932 - Nico Boer, Nederlands operazanger (overleden 2009)
- 1933 - Henryk Górecki, Pools componist (overleden 2010)
- 1933 - Huub Hennissen, Nederlands muzikant (Radi Ensemble) (overleden 2021)
- 1934 - Nick Bockwinkel, Amerikaans professioneel worstelaar (overleden 2015)
- 1937 - Alberto Spencer, Ecuadoraans voetballer (overleden 2006)
- 1938 - Wilma Driessen, Nederlands sopraan
- 1939 - Larry Bell, Amerikaans schilder en beeldhouwer
- 1939 - Klaus Balkenhol, Duits ruiter
- 1939 - Tomás Svoboda, Tsjechisch-Amerikaans componist, muziekpedagoog en dirigent (overleden 2022)
- 1940 - Jacques Visschers, Nederlands voetballer (overleden 2020)
- 1941 - Bruce Nauman, Amerikaans kunstenaar
- 1941 - Leon Russom, Amerikaans acteur
- 1942 - Peter Handke, Oostenrijks roman- en toneelschrijver, dichter en Nobelprijswinnaar
- 1942 - Rinus Houtman, Nederlands biochemicus en politicus
- 1942 - Herbjørg Wassmo, Noors schrijfster
- 1943 - Mike Smith, Brits zanger (overleden 2008)
- 1943 - Keith West, Brits zanger
- 1944 - Rita Deneve, Belgisch zangeres (overleden 2018)
- 1944 - Jonathan King (Kenneth George King), Brits zanger, songwriter en muziekproducent
- 1945 - Chris Dekker, Nederlands voetballer en voetbaltrainer
- 1945 - Kees van Ierssel, Nederlands voetballer
- 1945 - James Naughton, Amerikaans acteur, filmregisseur en theaterregisseur
- 1946 - Willy van der Kuijlen, Nederlands voetballer (overleden 2021)
- 1947 - Kim Simmonds, Brits blues- en rock-muzikant (overleden 2022)
- 1947 - Henk van Woerden, Nederlands schilder en schrijver (overleden 2005)
- 1948 - Marius Müller-Westernhagen, Duits muzikant en acteur
- 1948 - Keke Rosberg, Fins autocoureur
- 1948 - JoBeth Williams, Amerikaans actrice
- 1950 - Thom Barry, Amerikaans acteur
- 1950 - Guy Drut, Frans atleet en politicus
- 1950 - Joe Hisaishi, Japans componist, dirigent, arrangeur, letterzetter en auteur
- 1950 - Daniel Sahuleka, Nederlands zanger van Molukse afkomst
- 1951 - Gerry Francis, Engels voetballer en voetbaltrainer
- 1952 - Gina Hecht, Amerikaans actrice
- 1953 - Marian van der Heiden, Nederlands kinderboekenschrijfster
- 1953 - Geoff Hoon, Brits politicus
- 1953 - Tom Hulce, Amerikaans acteur
- 1953 - Eddie Panlilio, Filipijns priester en gouverneur van Pampanga
- 1953 - Dwight Stones, Amerikaans atleet en verslaggever
- 1954 - Max Stahl (Max Christopher Wenner), Brits journalist (overleden 2021)
- 1955 - Aires Ali, Mozambikaans politicus
- 1955 - Rick Buckler, Brits drummer
- 1955 - Washington González, Uruguayaans voetballer
- 1955 - Tony Woodcock, Engels voetballer
- 1956 - Peter Buck, Amerikaans gitarist
- 1956 - Hans Kammerlander, Italiaans alpinist en skiër
- 1956 - Randy Rhoads, Amerikaans gitarist (overleden 1982)
- 1956 - Joost Timp, Nederlands zanger en programma-manager
- 1957 - Andrew Cuomo, Amerikaans Democratisch politicus
- 1957 - John Linford, Engels voetballer en pubeigenaar
- 1958 - Nick Park, Brits regisseur en animator
- 1959 - Satoru Iwata, Japans president van Nintendo
- 1960 - Guy Cassiers, Belgisch toneelregisseur
- 1961 - Yolanda Entius, Nederlands schrijfster en actrice
- 1961 - David Lovering, Amerikaans drummer
- 1961 - David Louie, Hongkongs autocoureur
- 1961 - Hesterine de Reus, Nederlands voetbalster en voetbalcoach
- 1961 - Rieks van der Velde, Nederlands componist, arrangeur, dirigent en eufoniumspeler
- 1961 - Paulette Willemse, Nederlands zangeres en kleinkunstenares
- 1962 - Menno Bakker, Nederlands zanger
- 1962 - Květoslav Palov, Tsjechisch wielrenner
- 1962 - Colin Salmon, Engels acteur
- 1962 - Janine Turner, Amerikaans actrice
- 1962 - Wayne Warren, Welsh darter
- 1962 - Ben Watt, Brits muzikant (Everything But The Girl)
- 1963 - Debbie Armstrong, Amerikaans alpineskiester
- 1963 - Jens Hultén, Zweeds acteur
- 1963 - Sergio Rivero, Boliviaans voetballer (overleden 2024)
- 1963 - Ulrich Thomsen, Deens acteur
- 1965 - Mike Windischmann, Amerikaans voetballer
- 1966 - Miguel Arroyo, Mexicaans wielrenner (overleden 2020)
- 1966 - Natascha Badmann, Zwitsers triatlete
- 1966 - Per-Ulrik Johansson, Zweeds golfer
- 1967 - Judd Apatow, Amerikaans filmregisseur, -producent en scenarioschrijver
- 1967 - Lucia Rijker, Nederlands boksster en filmactrice
- 1967 - Marko Simeunovič, Sloveens voetballer
- 1968 - John Ewbank, Nederlands songwriter en muziekproducent
- 1968 - Karl Ove Knausgård, Noors schrijver en vertaler
- 1968 - Arnold Merkies, Nederlands politicus
- 1969 - Christophe Agnolutto, Frans wielrenner
- 1969 - Torri Higginson, Canadees actrice
- 1969 - Kerstin Kielgaß, Duits zwemster
- 1970 - Isabelle Arnould, Belgisch zwemster
- 1970 - Anders Nielsen, Deens voetballer
- 1971 - Richard Krajicek, Nederlands tennisser
- 1971 - Carole Thate, Nederlands hockeyster
- 1971 - Ryan White, Amerikaans aids-activist
- 1972 - Alex Callier, Belgisch muzikant
- 1972 - Sarah Rafferty, Amerikaans actrice
- 1974 - Stéphane Augé, Frans wielrenner
- 1974 - Arjan Ebbinge, Nederlands voetballer
- 1974 - Tony Vermeire, Belgisch politicus
- 1975 - Andrea Agnelli, Italiaans zakenman en voetbalbestuurder
- 1976 - Paul Crake, Australisch wielrenner
- 1976 - Sara Dögg Ásgeirsdóttir, IJslands actrice
- 1976 - Lindsay Price, Amerikaans actrice
- 1977 - Chanella Hodge, Nederlands actrice
- 1979 - Tim Cahill, Australisch voetballer
- 1979 - Johnny De Meyer, Belgisch acteur
- 1979 - Viorel Frunză, Moldavisch voetballer
- 1979 - Luke Letlow, Amerikaans Republikeins politicus (overleden 2020)
- 1979 - Raymond Smith, Australisch darter
- 1980 - Cindy Crawford, Amerikaans pornoactrice
- 1981 - Beth Allen, Amerikaans golfer
- 1981 - Federico Balzaretti, Italiaans voetballer
- 1981 - Rod Fanni, Frans voetballer
- 1981 - Robby Longo, Belgisch zanger
- 1981 - Wei Yanan, Chinees atlete
- 1982 - Ryan Carnes, Amerikaans acteur
- 1982 - Alberto Contador, Spaans wielrenner
- 1982 - Susie Wolff, Schots autocoureur
- 1983 - Sergio Hernández, Spaans autocoureur
- 1984 - Yuichi Hosoda, Japans triatleet
- 1984 - Daryl Impey, Zuid-Afrikaans wielrenner
- 1984 - Veldin Muharemović, Bosnisch voetballer
- 1984 - Kevin Oris, Belgisch voetballer
- 1984 - Davita Prendergast, Jamaicaans atlete
- 1985 - Fellype Gabriel, Braziliaans voetballer
- 1985 - Aristeidis Grigoriadis, Grieks zwemmer
- 1985 - Killian Overmeire, Belgisch voetballer
- 1986 - Sean Edwards, Brits autocoureur (overleden 2013)
- 1987 - Harald Schlegelmilch, Lets autocoureur
- 1987 - Sergej Volkov, Russisch freestyleskiër
- 1988 - Christian Dorda, Duits voetballer
- 1988 - Johan Kristoffersson, Zweeds autocoureur
- 1988 - Sandra Nurmsalu, Estisch violiste en zangeres
- 1988 - Nils Petersen, Duits voetballer
- 1988 - Michal Prášek, Tsjechisch motorcoureur
- 1989 - Youssef Abjij, Nederlands journalist
- 1989 - Barry Beijer, Nederlands voetballer
- 1990 - Tamira Paszek, Oostenrijks tennisster
- 1991 - Andréa Fileccia, Belgisch voetballer
- 1991 - Coco Vandeweghe, Amerikaans tennisster
- 1992 - Britt Assombalonga, Engels voetballer
- 1992 - Aleksandar Marelja, Servisch basketballer
- 1993 - Elián González, Cubaans vluchteling
- 1993 - Jean Zimmer, Duits voetballer
- 1994 - Giannis Antetokounmpo, Grieks basketballer
- 1994 - Raheem Sterling, Engels voetballer
- 1995 - Joy Gruttmann (Schnappi), Duits zangeres[6][14]
- 1996 - Davide Calabria, Italiaans voetballer
- 1996 - Stefanie Scott, Amerikaans actrice
- 1997 - Sabrina Ionescu, Amerikaans basketballer
- 1998 - Marijke Wijnmaalen, Nederlands atlete
- 2002 - Liefde Schoemaker, Belgisch atlete
- 2003 - Sebastian Białecki, Pools darter
- 2003 - Lauren Glotzbach, Nederlands voetbalster
- 2004 - Fiene Bussman, Nederlands voetbalster

## Overleden

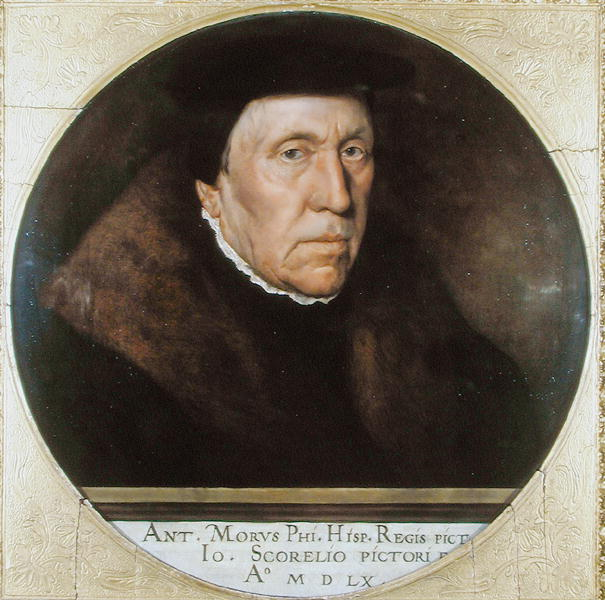
Jan van Scorel
overleden in 1562

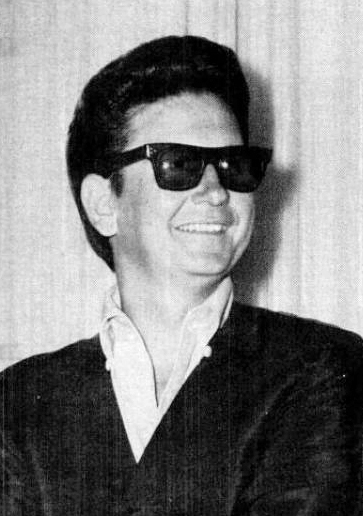
Roy Orbison
overleden in 1988

- 342 of 352 - Nicolaas van Myra, heilige
- 1185 - Afonso I van Portugal (76), eerste koning van Portugal
- 1352 - Paus Clemens VI (61)
- 1542 - Johan Lodewijk van Nassau-Saarbrücken (18), Duits kanunnik
- 1550 - Pieter Coecke van Aelst (48), Belgisch kunstschilder en beeldhouwer
- 1562 - Jan van Scorel (67), Nederlands schilder en architect
- 1662 - Magdalena van Nassau-Siegen (66), Duits gravin
- 1672 - Joan Leonardsz Blasius (33), Nederlands schrijver en dichter
- 1716 - Benedictus Buns (74), Nederlands-Duits geestelijke en componist
- 1718 - Nicholas Rowe (44), Engels dichter en toneelschrijver
- 1723 - Karel Lodewijk van Nassau-Saarbrücken (58), graaf van Nassau-Saarbrücken
- 1759 - Louise Elisabeth van Frankrijk (32), prinses van Frankrijk
- 1779 - Jean-Baptiste-Siméon Chardin (80), Frans schilder
- 1805 - Nicolas-Jacques Conté (50), Frans schilder en uitvinder
- 1867 - Giovanni Pacini (71), Italiaans componist
- 1868 - August Schleicher (47), Duits linguïst
- 1869 - Alexandre Gendebien (80), Belgisch minister
- 1882 - Louis Blanc (71), Frans journalist, historicus en politicus
- 1882 - Anthony Trollope (67), Brits schrijver
- 1889 - Jefferson Davis (81), president van de Confederate States of America
- 1892 - Werner von Siemens (75), Duits uitvinder en industrieel
- 1907 - Federico Caprilli (39), Italiaans ruiter
- 1914 - Eduard Jacobs (46), Nederlands cabaretier
- 1916 - Signe Hornborg (54), Fins architecte
- 1925 - Dat So La Lee (~96), indiaans-Amerikaans mandenvlechtster
- 1935 - Jacob Daalder (73), Nederlands onderwijzer en schrijver
- 1939 - Hajo Brugmans (71), Nederlands historicus
- 1961 - Théodore Limperg (81), Nederlands econoom
- 1964 - Evert van Linge (69), Nederlands architect en voetballer
- 1972 - Jose Zulueta (83), Filipijns politicus
- 1982 - Henricus Joannes Witkam (67), Nederlands repetitor
- 1985 - Denis de Rougemont (79), Zwitsers filosoof en schrijver
- 1988 - Roy Orbison (52), Amerikaans muzikant
- 1991 - Richard Stone (78), Brits econoom
- 1993 - Don Ameche (85), Amerikaans acteur
- 1995 - James Barrett Reston (86), Amerikaans journalist
- 1995 - Theo Timmermans (69), Nederlands voetballer
- 1995 - Mario Vicini (82), Italiaans wielrenner
- 1997 - Willy den Ouden (79), Nederlands zwemster
- 1998 - César Baldaccini (77), Frans beeldhouwer
- 1999 - Khalid Sheikh Hafiz (61), Indiaas imam en religieus adviseur
- 2000 - Yvonne Verstoep-Bauer (62), Nederlands politicus
- 2001 - Peter Blake (53), Nieuw-Zeelands zeezeiler
- 2002 - Rolph Gonsalves (70), Nederlands procureur-generaal
- 2002 - Joanna Turcksin (112), oudste inwoner van België
- 2003 - José María Jiménez (32), Spaans wielrenner
- 2003 - Barry Long (77), Australisch schrijver
- 2003 - Carlos Arana Osorio (85), Guatemalteeks politicus en militair
- 2004 - Raymond Goethals (83), Belgisch voetbalcoach
- 2004 - Loek de Levita (74), Nederlands televisieproducent
- 2004 - Enrique Salinas (52), Mexicaans zakenman
- 2005 - Charly Gaul (72), Luxemburgs wielrenner
- 2005 - Devan Nair (82), Singaporees politicus
- 2005 - Frans Thévelin (80), Belgisch rallycoureur
- 2006 - Albert De Coninck (91), Belgisch verzetsman, communist en strijder in de Spaanse Burgeroorlog
- 2006 - Mavis Pugh (92), Brits actrice
- 2007 - José Luis Aquino (33), Mexicaans musicus
- 2007 - Anders Svensson (68), Zweeds voetballer
- 2007 - András Szőllősy (86), Hongaars componist
- 2008 - Sunny von Bülow (76), Amerikaans erfgename
- 2008 - Elias Khodabaks (55), Surinaams biochemicus en politicus
- 2009 - Rupprecht Geiger (101), Duits schilder en beeldhouwer
- 2009 - Pieter van Kampen (63), Nederlands predikant
- 2009 - Hamid Lahbabi (72), Marokkaans voetballer en politicus
- 2009 - Uno Mereste (81), Ests econoom
- 2009 - Thierno Faty Sow (67), Senegalees filmregisseur
- 2010 - Hugues Cuénod (108), Zwitsers tenor
- 2010 - René Hauss (82), Frans voetballer en voetbaltrainer
- 2011 - Dobie Gray (71), Amerikaans zanger en acteur
- 2012 - Jean Diederich (90), Luxemburgs wielrenner
- 2012 - Pim Korver (75), Nederlands documentairemaker en fotograaf
- 2013 - Tom Krause (79), Fins operazanger
- 2014 - Ralph Baer (92), Duits-Amerikaans computerspelpionier, uitvinder en ingenieur
- 2014 - Lo Vermeulen (93), Belgisch scenarioschrijver
- 2015 - Franzl Lang (84), Duits jodelaar
- 2015 - Mike Mangold (60), Amerikaans verkeersvlieger en kunstvlieger
- 2015 - Nicholas Smith (81), Brits acteur
- 2016 - Jacky Morael (57), Belgisch politicus
- 2016 - Charles B. Reed (75), Amerikaans rector magnificus
- 2017 - Fernande De Raeve (111), oudste Belg
- 2017 - Cyrus Young (89), Amerikaans speerwerper
- 2018 - Ace Cannon (84), Amerikaans tenor- en altsaxofonist
- 2018 - Joseph Joffo (87), Frans schrijver
- 2018 - Pete Shelley (63), Brits zanger
- 2019 - Ron Leibman (82), Amerikaans acteur en scenarioschrijver
- 2019 - Roger Muylle (99), Belgisch componist, dirigent, klarinettist en muziekpedagoog.
- 2020 - Dejan Dabović (76), Joegoslavisch waterpolospeler
- 2020 - Tabaré Vázquez (80), president van Uruguay
- 2021 - Kåre Willoch (93), Noors politicus en premier
- 2022 - Ichiro Mizuki (74), Japans zanger, componist en stemacteur
- 2022 - Bart de Vries (57), Nederlands acteur
- 2023 - Aleksandr Baranov (63), Russisch schaatser
- 2023 - Joseph Bernardo (94), Frans zwemmer
- 2023 - Dean Crawford (65), Canadees roeier
- 2023 - Cilly Dartell (66), Nederlands televisiepresentatrice
- 2023 - Barbara Levick (92), Brits historica
- 2023 - Marisa Pavan (91), Italiaans actrice
- 2023 - Michel Sardaby (88), Frans jazzpianist en componist
- 2024 - Vitali Dirdira (86), Sovjet-Oekraïens zeiler
- 2024 - Dickie Rock (Richard Rock) (88), Iers zanger
- 2024 - Edwin Ysebaert (64), Belgisch radio- en televisiepresentator

## Viering/herdenking
- Finland - Onafhankelijkheidsdag
- Spanje - Dag van de Grondwet

Finland Onafhankelijksdag

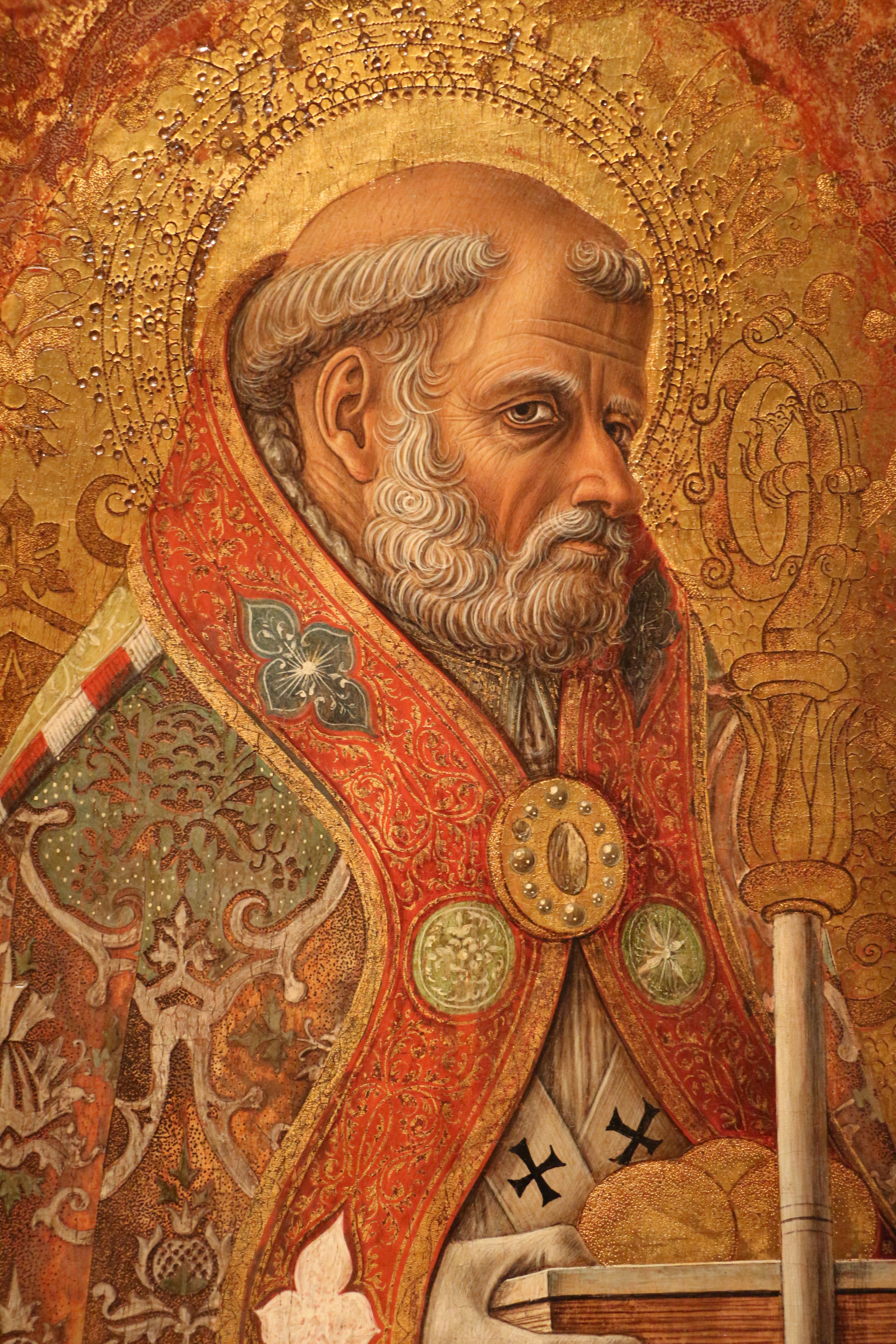
Sint-Nicolaasdag

- Begin van de alternatieve meteorologische winter.
- Rooms-Katholieke kalender:
  - Sint-Nicolaasdag, Heilige Nikolaas (van Myra) († c. 342), Patroon van de kinderen, kooplui, schippers - Vrije Gedachtenis, In Nederland wordt echter het sinterklaasfeest op de vooravond (dus op 5 december) in familiekring gevierd.
  - Heilige Asella van Rome († 406)
  - Heilige Dionysia (van Utica) († 484)
  - Heilige Abraham van Kratia († c. 558)
  - Heilige Geertrui († 649)
  - Zalige Adolph Kolping († 1865)
  - Zalige Petrus Paschasius († 1300)

## Weerextremen

### Nederland
| | Officiële records | Officiële records | Officiële records |      | Landelijke records | Landelijke records | Landelijke records |
| Gebeurtenis | Jaar              | Extreem           | Locatie           | Jaar | Extreem            | Locatie            |                    |
| --- | ----------------- | ----------------- | ----------------- | ---- | ------------------ | ------------------ | ------------------ |
| Laagste etmaalgemiddelde temperatuur (°C) | 1902              | −9,8              | De Bilt           |      | 1902               | −9,8               | De Bilt            |
| Hoogste etmaalgemiddelde temperatuur (°C) | 2018              | 11,1              | De Bilt           |      | 1915               | 12,2               | Maastricht         |
| Laagste minimumtemperatuur (°C) | 1933              | −12,5             | De Bilt           |      | 1925               | −15,4              | Maastricht         |
| Hoogste minimumtemperatuur (°C) | 1972              | 9,4               | De Bilt           |      | 2018               | 10,5               | Westdorpe          |
| Laagste maximumtemperatuur (°C) | 1902              | −6,4              | De Bilt           |      | 1902               | −6,4               | De Bilt            |
| Hoogste maximumtemperatuur (°C) | 2007              | 13,1              | De Bilt           |      | 1915               | 14,6               | Maastricht         |
| Hoogste uurgemiddelde windsnelheid (m/s) | 1904              | 19,5              | De Bilt           |      | 1929 1940          | 23,7               | Vlissingen De Kooy |
| Hoogste windstoot (m/s) | 1976              | 20,6              | De Bilt           |      | 2013               | 33,0               | Vlieland           |
| Langste zonneschijnduur (uur) | 1991              | 6,9               | De Bilt           |      | 1978               | 7,4                | Maastricht         |
| Langste neerslagduur (uur) | 2019              | 14,4              | De Bilt           |      | 1999               | 20,5               | Nieuw Beerta       |
| Hoogste etmaalsom van de neerslag (mm) | 2007              | 23,9              | De Bilt           |      | 2007               | 23,9               | De Bilt            |
| Laagste etmaalgemiddelde relatieve vochtigheid (%) | 1902, 1940        | 59                | De Bilt           |      | 1940               | 55                 | Vlissingen         |
| Laagste uurwaarde luchtdruk op zeeniveau (hPa) | 1940              | 975,1             | De Bilt           |      | 1940               | 964,4              | Eelde              |
| Hoogste uurwaarde luchtdruk op zeeniveau (hPa) | 1991              | 1040,7            | De Bilt           |      | 1991               | 1041,1             | Valkenburg ZH      |
| Officiële records worden altijd gemeten op het KNMI-weerstation in De Bilt. Landelijke records kunnen worden gemeten op elk officieel KNMI-weerstation in Nederland. |                   |                   |                   |      |                    |                    |                    |

Uitzonderlijke gebeurtenissen
- 1902 - Officieel laagste minimumtemperatuur in °C van december dit jaar gemeten in De Bilt: −11,9
- 1902 - Officieel laagste maximumtemperatuur in °C van het jaar gemeten in De Bilt: −6,4

### België
Dagrecords
- 1902 - Laagste etmaalgemiddelde temperatuur −7,3 °C
- 1868 - Hoogste etmaalgemiddelde temperatuur 12,6 °C
- 1902 - Laagste minimumtemperatuur −11,6 °C
- 1868 en 1934 - Hoogste maximumtemperatuur 14,6 °C
- 1900 - Hoogste etmaalsom van de neerslag 52,8 mm. Dit is de natste dag ooit in de maand december.

Uitzonderlijke gebeurtenissen
- 1933 - Minimumtemperatuur tot −10,8 °C in Gerdingen (Bree) en −11,2 °C in Wardin (Bastogne)
- 1953 - Temperatuurmaximum tot 14,4 °C op de Baraque Michel (Jalhay)
- 1998 - In Ukkel ligt een laag sneeuw van 20 cm dik
- 2007 - Neerslaghoeveelheden tot 74,3 mm in Chimay

<< · 1 · 2 · 3 · 4 · 5 · 6 · 7 · 8 · 9 · 10 · 11 · 12 · 13 · 14 · 15 · 16 · 17 · 18 · 19 · 20 · 21 · 22 · 23 · 24 · 25 · 26 · 27 · 28 · 29 · 30 · 31 · >>